# Estación de Barracas
Barracas es una estación de ferrocarril situada en el municipio español de Barracas, en la provincia de Castellón, Comunidad Valenciana. Cuenta con servicios de media distancia operados por Renfe. 

## Situación ferroviaria
Está situada en el punto kilométrico 195 de la línea de la red ferroviaria española que une Zaragoza con Sagunto por Teruel, entre las estaciones de Rubielos de Mora y de Caudiel. El kilometraje se corresponde con el histórico trazado entre Calatayud y Valencia, tomando la primera como punto de partida. El tramo es de vía única y está sin electrificar. 

## Historia
La estación fue puesta en funcionamiento el 29 de diciembre de 1899 con la apertura del tramo Barracas-Jérica de la línea que pretendía unir Calatayud con Valencia. Las obras corrieron a cargo de la Compañía del Ferrocarril Central de Aragón.
En 1941, con la nacionalización de los ferrocarriles de ancho ibérico, la estación pasó a ser gestionada por RENFE. En 1958 la estación continuaba integrada en el servicio de Cercanías de Valencia, siendo cabecera de la línea Mora de Rubielos-Valencia. La estación dejó de formar definitivamente parte de la red de Cercanías de Valencia en 1992 al finalizar ésta su recorrido la línea C-5 en Caudiel. Desde el 31 de diciembre de 2004 Adif es la titular de las instalaciones. 

## La estación
El edificio de viajeros es de una sola planta y presenta disposición lateral a la via. Consta de dos andenes, uno lateral al que accede la vía directa y un andén central al que acceden dos vías derivadas.
La próxima puesta en servicio de un apartadero de más de 750 m, apto para cruces de trenes de mercancías, hace de esta estación una de las más importantes del tramo Teruel-Sagunto.

## Servicios ferroviarios

### Media distancia
En la estación se detienen el MD de la serie 599 de Renfe que une Valencia con Zaragoza y el que une Valencia con Huesca.
Los principales destinos que se pueden alcanzar son Huesca, Zaragoza, Teruel, Sagunto y Valencia.
| Línea MD | Trenes | Origen/Destino           |  | Destino/Origen |
| -------- | ------ | ------------------------ |  | -------------- |
| 49       | MD     | Huesca Zaragoza-Delicias |  | Valencia-Norte |
| 49       | MD     | Zaragoza-Miraflores      |  | Valencia-Norte |